# Pyragra
Pyragra là một chi thực vật có hoa trong họ Thiến thảo (Rubiaceae).

## Loài
Chi Pyragra gồm các loài: